# 南羽翔平
南羽 翔平（なんば しょうへい、1991年2月2日 - ）は、日本の元俳優。岡山県出身。2018年上半期までボックスコーポレーションに所属していた。

## 略歴
高校三年時にオープンキャンパスに参加するため上京した際、当時の事務所からスカウトを受ける。『仮面ライダーW』で俳優デビュー。
2011年より舞台『ミュージカル 忍たま乱太郎』第二弾に立花仙蔵役で出演。同作の第三弾では座長を務め、第四弾まで三年間出演した。
スーパー戦隊シリーズのオーディションを少なくとも2作受けた結果、2016年に『動物戦隊ジュウオウジャー』にレオ / ジュウオウライオン役で出演。
2019年には映画『漫画誕生』に出演しているが、以降の活動の記録は見られず、また各種SNSも2018年2月を最後に更新を停止している。

## 人物
趣味はジョギング・映画鑑賞、特技は剣道（三段）・書道・バク転・バク宙・逆立ち。剣道は小学校二年から高校三年までやっていた。ハーフのような顔立ちと言われる。
南羽について、『動物戦隊ジュウオウジャー』で共演した中尾暢樹は、明るく周囲を和ませる太陽のような好人物と評しており、立石晴香や國島直希も兄貴分であったことを証言している。寺島進は、南羽はフットワークが軽く、周りのメンバーとも率先してコミュニケーションをとっていたと述べている。
アクションが好きで、『ジュウオウジャー』では撮影の合間にスーツアクターの竹内康博からアクションを教わったり、共演の柳美稀とアクション練習をするなどしていた。

## 出演

### 舞台
- ミュージカル 忍たま乱太郎 第二弾 〜予算会議でモメてます〜（2011年1月・7月、シアターGロッソ） - 立花仙蔵 役
- ゴジラ（2011年9月 - 10月、シアターモリエール）
- ミュージカル 忍たま乱太郎 第三弾 〜山賊砦に潜入せよ〜（2012年1月・7月、シアターGロッソ・サンシャイン劇場） - 立花仙蔵 役
- 鬼切姫 〜第一章・志を継ぐもの〜（2012年6月、伝承ホール） - 榊武 役
- タイツの花道 〜覇道編〜（2012年8月、あうるすぽっと）
- この作品はフィクションであり、実在する人物、団体等とは一切関係ありません（2012年9月、中野ザ・ポケット） - 武里卓 役
- ミュージカル 忍たま乱太郎 第四弾 〜最恐計画を暴き出せ!!〜（2013年1月・6月 - 7月、サンシャイン劇場・シアターGロッソ） - 立花仙蔵 役
- 国家 〜偽伝、桓武と最澄とその時代〜（2013年3月、新国立劇場小劇場） - 大伴継人 / 空海 役
- 蒼海のティーダ（2014年8月、新宿村LIVE） - ゾーイ 役
- ZIPANGパイレーツ（2015年2月、あうるすぽっと） - セツナ 役
- 龍が如く（2015年4月、赤坂ACTシアター） - 一輝 役
- 戦国BASARA VS Davil May Cry（2015年8月） - バージル 役
- 舞台「モリのアサガオ」（2015年10月） - 渡瀬満 役

### テレビドラマ
- 仮面ライダーW 第49話（2010年8月、テレビ朝日） - 遠藤 役
- 熱いぞ!猫ヶ谷!!（2010年10月 - 12月、名古屋テレビ） - 日高聡史 役
- アスコーマーチ〜明日香工業高校物語〜（2011年4月 - 7月、テレビ朝日）
- 金曜プレステージ 山村美紗サスペンス 赤い霊柩車29 慟哭の再会（2012年4月、フジテレビ）- 葬儀社「ひかりメモリアル」従業員 役
- 私立バカレア高校 第4話（2012年5月、日本テレビ）
- 放課後はミステリーとともに（2012年4月 - 6月、TBS） - 三島裕二 役
- スイッチガール!!2 第3 - 5話（2012年12月 - 2013年1月、フジテレビTWO）
- 天国の恋（2013年10月 - 12月、東海テレビ） - 海老原瑞彦（青年期） 役
- シンドラ 集合住宅の恐怖 #4 第11話（2014年3月、フジテレビ）
- 金曜ロードSHOW!特別ドラマ企画 磁石男（2014年6月13日、日本テレビ） - 黒川 役
- 青山ワンセグ開発「ジョナ散歩2」 第1話（2015年1月9日、NHK Eテレ） - ヒロセ 役
- 動物戦隊ジュウオウジャー（2016年2月 - 2017年2月、テレビ朝日） - レオ/ジュウオウライオン 役
- 僕たちがやりました （2017年7月 - 9月、フジテレビ）

### 映画
- さんかんしおん（2010年）
- 高校デビュー（2011年） - バスケットボール部員 役
- 生贄のジレンマ（2013年） - 相沢裕太 役
- 死の実況中継（2014年） - 立花勇作 役
- お江戸のキャンディー（2015年） - 猫丸 役
- スーパー戦隊シリーズ
  - 劇場版 動物戦隊ジュウオウジャー ドキドキサーカスパニック!（2016年、東映） - レオ / ジュウオウライオン 役
  - 劇場版 動物戦隊ジュウオウジャーVSニンニンジャー 未来からのメッセージ from スーパー戦隊（2017年、東映） - レオ / ジュウオウライオン 役
  - 仮面ライダー×スーパー戦隊 超スーパーヒーロー大戦（2017年、東映） - ジュウオウライオンの声 役
- 9 〜ナイン〜（2018年、MIRAI） - 峯健一 役
- 漫画誕生（2019年、アースゲート） - 岡本一平 役

### Vシネマ
- きみのいた夏（2012年） - 春人 役
- 帰ってきた動物戦隊ジュウオウジャー お命頂戴!地球王者決定戦（2017年6月28日、東映ビデオ） - レオ / ジュウオウライオン 役

### バラエティ
- 方言彼氏。（2013年10月 - 12月、東名阪ネット6・ひかりTV）
- 歴史漫才 ヒストリーズ・ジャパン（2017年7月 - 9月、東名阪ネット6） - 竹中半兵衛 役

### CM
- 東京ディズニーシー「春のキャンパスデーパスポート2012」（2012年）
- 健康家族「伝統にんにく卵黄」（2012年）
- モバゲー「大戦乱!!三国志バトル『全軍集結』篇」（2013年）
- リクルートライフスタイル（2014年）
- 東京スカイツリータウン デート篇（2015年）
- ゲオ「進撃のゲオキャンペーン」（2015年）

### 吹き替え
- 獣電戦隊キョウリュウジャーブレイブ 第12話（2017年6月3日） - ジュウオウライオン 役

### ゲーム
- 動物戦隊ジュウオウジャー バトルキューブパズル（2016年） - ジュウオウライオンの声 役[14]